# Federación Alemana para el Medioambiente y la Conservación
La Federación Alemana para el Medioambiente y la Conservación (en alemán: Bund für Umwelt und Naturschutz Deutschland), conocida más por sus siglas, BUND, es una ONG alemana de carácter ecológico, siendo la organización principal en Alemania para la protección del medioambiente, la naturaleza y los recursos terrestres. Miembro de la red internacional de organizaciones medioambientales Amigos de la Tierra, la BUND es conocida también por el nombre Friends of the Earth, Germany.

## Descripción
La federación cuenta con entre 480 000 y 600 000 miembros, entre socios a patrocinadores, y dispone de unos 2200 grupos de acción locales. Con cede principal en Berlín, engloba las 16 federaciones regionales de los 16 estados de la república federal alemana. Entre sus frentes de acción, una veintena en total, se incluyen ámbitos como legislación, agua, residuos, sanidad, energía o ingeniería genética. Para ello la BUND cuenta con el apoyo de científicos de renombre, aunque conforme a sus estatutos todos los miembros pueden participar en dichas actividades.
La BUND está oficialmente acreditada por el gobierno federal, y sus ingresos provienen de las cuotas de sus socios, donaciones y beneficios. En 2016 llegó a acumular unos 27,1 millones de euros, dos tercios de los cuales a través de las aportaciones de sus socios. Los miembros menores de 27 años pertenecen a su aparato juvenil, BUNDjugend.

## Publicaciones
- «El atlas de la carne» (Meat Atlas) es un informe anual sobre el consumo de carne y la industria cárnica publicado en cooperación con la fundación Heinrich Böll, Friends of the Earth y Le Monde diplomatique.[3]